# Deliver Us from Evil (film 2006)
Deliver Us from Evil (in italiano e liberaci dal male con riferimento alla preghiera cristiana del Padre Nostro) è un film documentario del 2006 diretto dalla regista statunitense Amy Berg e vincitore del premio miglior documentario al Los Angeles Film Festival 2006.

## Contenuto
Il documentario racconta la storia vera di Oliver O'Grady (Father Ollie o Padre Ollie) un prete cattolico autodichiaratosi pedofilo e operante in California negli Stati Uniti d'America dove ha abusato di decine di bambini tra la fine degli anni settanta e l'inizio degli anni novanta del secolo scorso. Dopo essere stato condannato a sette anni di prigione per i suoi crimini, padre O'Grady vive attualmente in Irlanda dove, nel 2005 ha raccontato le storie dei suoi abusi a Amy Berg. Oltre a tale intervista il documentario presenta anche altri documenti e deposizioni registrate di attivisti, teologi psicologi ed avvocati che suggeriscono non solo che la Chiesa era a conoscenza dei delitti di O'Grady, ma che lo ha anche aiutato a sfuggire alla giustizia.
Il documentario rappresenta dunque una dura critica alla Chiesa e alla sua gestione interna. Critica duramente anche i vescovi coinvolti in questo caso, che sapevano ma non potevano/volevano denunciare alle autorità locali i crimini. La critica si estende al Vaticano. Nel caso trattato si mostra un caso di assenza di condanna verso un prete reo da vittime accertate (nella situazione valutata il vescovo responsabile della situazione si limitò a un trasferimento di Diocesi).

## L'accusa a Joseph Ratzinger
Nella parte finale, il documentario accusa direttamente Joseph Ratzinger, al tempo prefetto della Congregazione per la dottrina della fede e in seguito papa della Chiesa cattolica.
(Tagline del documentario.)
Nel documentario si accusa infatti Joseph Ratzinger di favoreggiamento nell'insabbiamento di abusi sessuali negli Stati Uniti d'America; infatti il prelato è stato indagato per sospetta copertura di casi di pedofilia. Tale accusa ha portato un tribunale distrettuale della contea di Harris (Texas) ad indagare l'allora pontefice per l'imputazione di «ostruzione alla giustizia» a causa delle disposizioni di riservatezza contenute nella lettera "De delictis gravioribus".
Il 20 settembre 2005, però, il Dipartimento di Stato statunitense accolse la richiesta di concedere al papa l'immunità diplomatica, in quanto capo in carica di uno Stato sovrano. Tale richiesta era stata inoltrata dalla nunziatura apostolica direttamente al presidente statunitense George W. Bush il 16 agosto 2005, dopo che il papa non si presentò in uno dei processi nel quale fu chiamato a rispondere del reato nella medesima contea e nell'ambito del processo a Juan Carlos Patino-Arango, seminarista colombiano accusato di abusi sessuali su minori.

## Critica
Il quotidiano irlandese Irish Independent ha criticato la regista Amy Berg per aver filmato bambini senza il consenso dei genitori.
Il documentario è stato molto apprezzato dal pubblico tanto che ha raggiunto un rating del 100% dal sito Rotten Tomatoes. Il 6 aprile 2007 lo stesso sito ha inserito il film al terzo posto tra le migliori opere di sempre. Anche la critica professionista ha avuto parole di lode per l'opera, tanto che essa ha ricevuto la nomination come miglior documentario agli Academy Awards 2007.

## Riconoscimenti
- BSFC Award come miglior documentario al Boston Society of Film Critics Awards 2006
- Best Documentary al Los Angeles Film Festival 2006
- NYFCC Award al New York Film Critics Circle Awards 2006
- Satellite Award al Satellite Awards come Miglior Film, Documentario 2006
- Documentary Screenplay Award al Writers Guild of America, USA 2007